# José-Manuel García-Díe y Miralles de Imperial
José Manuel García-Die y Miralles de Imperial (Barcelona, 1 de junio de 1916 - 8 de noviembre de 1990), fue un sacerdote católico.

## Biografía
Era hijo del doctor Agustín García-Díe y Andreu, eminente médico barcelonés (atendió, entre otros, a los obispos de Barcelona, Josep Miralles i Sbert, Manuel Irurita y Gregorio Modrego), que fue distinguido con el título de Camarero de capa y espada de Su Santidad, y de María Luisa Miralles de Imperial y Arnús y nieto de Clemente Miralles de Imperial y Jiménez de Frontín (Elche, 1850-Barcelona, 1925), benefactor que en 1883 promovió el barrio de Benalúa de Alicante.
Eran los García-Die una familia profundamente católica y vinculados también al movimiento tradicionalista. El padre era amigo de Manuel Fal Conde. Los Miralles de Imperial, por su parte, eran parientes del II Conde de Gamazo y tenían algunos miembros en la Soberana Orden de Malta. En julio de 1936, al estallar la Guerra Civil, la familia tiene que exiliarse a Francia y luego pasan a Navarra y al País Vasco. En Pamplona José Manuel se incorpora voluntario a las milicias del Requeté, siendo destinado posteriormente a un regimiento de infantería. Como soldado pasa por diversos frentes hasta que en febrero de 1938, en la batalla de Teruel, sufre graves congelaciones y es retirado de primera línea.
En 1939, al volver a Barcelona, José Manuel ingresa en el Seminario mayor de Barcelona, donde es ordenado sacerdote en 1942. Sus primeros destinos son la Basílica de Santa María del Mar y la Parroquia Mayor de Santa Ana, de la que será Beneficiado. En 1950 es nombrado director del centro de Protección de Menores de Barcelona (Instituto Ramon Albó) y prior de la Hermandad de Nuestra Señora de los Desamparados de Barcelona. En 1971 es nombrado rector del Seminario menor de Barcelona, situado en La Conrería (Tiana). En 1978 pide el relevo por problemas de salud y es destinado como confesor a la parroquia actualmente Basílica de la Purísima Concepción y Asunción de Nuestra Señora, situada muy cerca de su domicilio. Se jubila prematuramente a causa de una grave dolencia cardíaca, hasta que fallece el 8 de noviembre de 1990. Fue un sacerdote muy popular entre los chicos y adolescentes, especialmente recordado por los que pasaron por La Conrería en su etapa de rector.
Uno de sus hermanos, Antonio García-Díe, fue catedrático de Historia de la Medicina y jefe del servicio de cirugía del Hospital del Sagrado Corazón de Barcelona. Otro de ellos, Jordi García-Die y Miralles de Imperial, fue sacerdote, director de Cáritas Diocesana de Barcelona y párroco de la Basílica de la Merced y de la Parroquia Mayor de Santa Ana. Un tercer hermano,Agustín García-Díe y Miralles de Imperial, fue capitán de infantería y en 1951 fue nombrado jefe de los Mozos de Escuadra.